# 베를린 비테나우역
베를린 비테나우역(빌헬름스루어 담)(Bahnhof Berlin-Wittenau (Wilhelmsruher Damm)은 베를린 라이니켄도르프구의 비테나우에 위치한 철도역이다. 지상역에는 베를린 S반 S1, S26 노선의 열차가 정차한다. 도시 철도역과는 S반 승강장의 남쪽에서 연결되며, U8의 북쪽 종착역이다. 오라니엔부르거 슈트라세 쪽으로 나 있는 역의 건설 초기 대합실과 승강장의 일부분은 건축유산으로 지정되어 있다.

## 간선 철도
1877년 7월 10일 개업 당시부터 1905년까지는 비테나우의 당시 이름이었던 달도르프역(Dalldorf)로 불렸다. 개통 당시에는 단선이었으며, 1891년에 열차선이 복선화되었다. 1893년 크레멘선 개통 후 달도르프 지역에 또 다른 정차역이 개설되면서(오늘날의 베를린 카를본회퍼네르펜클리니크역) 이 역의 이름은 달도르프(노르트반)(Dalldorf (Nordbahn))역이 되었다. 지역 이름이 변경되면서 1906년에는 비테나우(노르트반)(Wittenau (Nordbahn)), 1911년에는 Wittenau (Nordb)로 변경되었다. 1912년에는 열차선과 근교선을 분리하는 복복선화가 완료되었다. 근교선은 1925년 제3궤조집전식으로 전철화가 완료되어 베를린 S반에 편입되었다.
제2차 세계 대전 이후 열차선과 S반선이 복선에서 단선으로 축소되었다. 이와 함께 운전 취급 기능도 다음 역인 베를린 바이트만슬루스트역으로 이전했다. 베를린 장벽 건설로 인한 S반 보이콧으로 인하여 S반 승객 수가 큰 폭으로 감속했으며, S반을 운영했던 독일국영철도 측은 시설 투자를 축소했다. 서베를린 BVG가 서베를린 S반 운영권을 넘겨받은 1984년 1월 9일 이 구간은 영업을 중단했다. 승객의 항의 끝에 1984년 10월 1일 게준트브루넨-프로나우 구간이 복구되었다. 북부선 구간의 선로 용량을 증대시키기 위하여 1986년부터 재복선화 공사가 진행되었다. 이 과정에서 승강장이 남쪽으로 연장되었고, 메르키셰스 피어텔(Märkisches Viertel) 방면 버스 환승과 당시 계획 중인 U8과의 환승이 고려되었다. U반 계획은 S반 영업권 양도 이전부터 진행되었기 때문에 단순히 빌헬름스루어 담(Wilhelmsruher Damm)역으로만 불릴 예정이었으나, 1984년 이후에는 S반과 동일한 이름으로 변경되었다. 계획되었던 이름 빌헬름스루어 담은 부역명으로 유지되었다.

## 도시 철도
1960년대 메르키셰스 피어텔(Märkisches Viertel) 주택 단지 계획 당시에 베를린 지하철 노선 연장이 계획되어 있었다. 실제 근처까지 노선이 도달한 것은 1980년대 중반의 U8 계획에서였다. 비테나우역으로는 곡선을 그리면서 진입하여 메르키셰스 피어텔의 서쪽으로 진입하는 노선이었다. 1994년 9월 24일 U8의 종착역 비테나우역이 완공되었으며 같은 해 9월 29일에 영업을 시작했다.
역사는 라이너 륌러가 설계했다. 1980년대에 건설된 베를린 지하철 역사의 색상 사용과는 다르게 녹색과 노란색을 주 색상으로 사용했다. 역사 중앙부 기둥은 나무를 모티브로 삼아서 꾸며졌다. 빌헬름스루어 담(Wilhelmsruher Damm) 도로 아래에 있으며 S반과 환승 통로가 있다.
U8 노선의 메르키셰스 피어텔 방면 연장은 여전히 계획되어 있으나, 단시일 내에 실현될 가능성은 낮다.

## 지역간 철도 정차역 계획
베를린 내각의 장기 계획에서 이 역에 추가로 지역간 철도 정차 승강장역을 건설할 계획이 있다. 도이체 반은 2012년에 베를린 게준트브루넨역부터 비르켄베르더역까지의 베를린 북부선 열차선을 복원할 때 필요한 조사를 진행했다.

## 인접 정차역
베를린 버스 M21, X21, X33, 122, 124, N8번과 환승할 수 있다.
| 베를린 S반                                    | 베를린 S반 | 베를린 S반                  |
| --------------------------------------------- | ---------- | --------------------------- |
| 바이트만슬루스트 오라니엔부르크 방면          | S1         | 빌헬름스루 베를린 반제 방면 |
| 바이트만슬루스트 방면                         | S85        | 빌헬름스루 그뤼나우 방면    |
| 베를린 지하철                                 |            |                             |
| 라트하우스 라이니켄도르프 헤르만슈트라세 방면 | U8         | 시·종착역                   |

## 참고 문헌
- Denkmalpflege-Verein Nahverkehr Berlin: U8 – Geschichte(n) aus dem Untergrund. GVE, Berlin 1994. ISBN 3-89218-026-1.